# Zona de Tempo Oriental

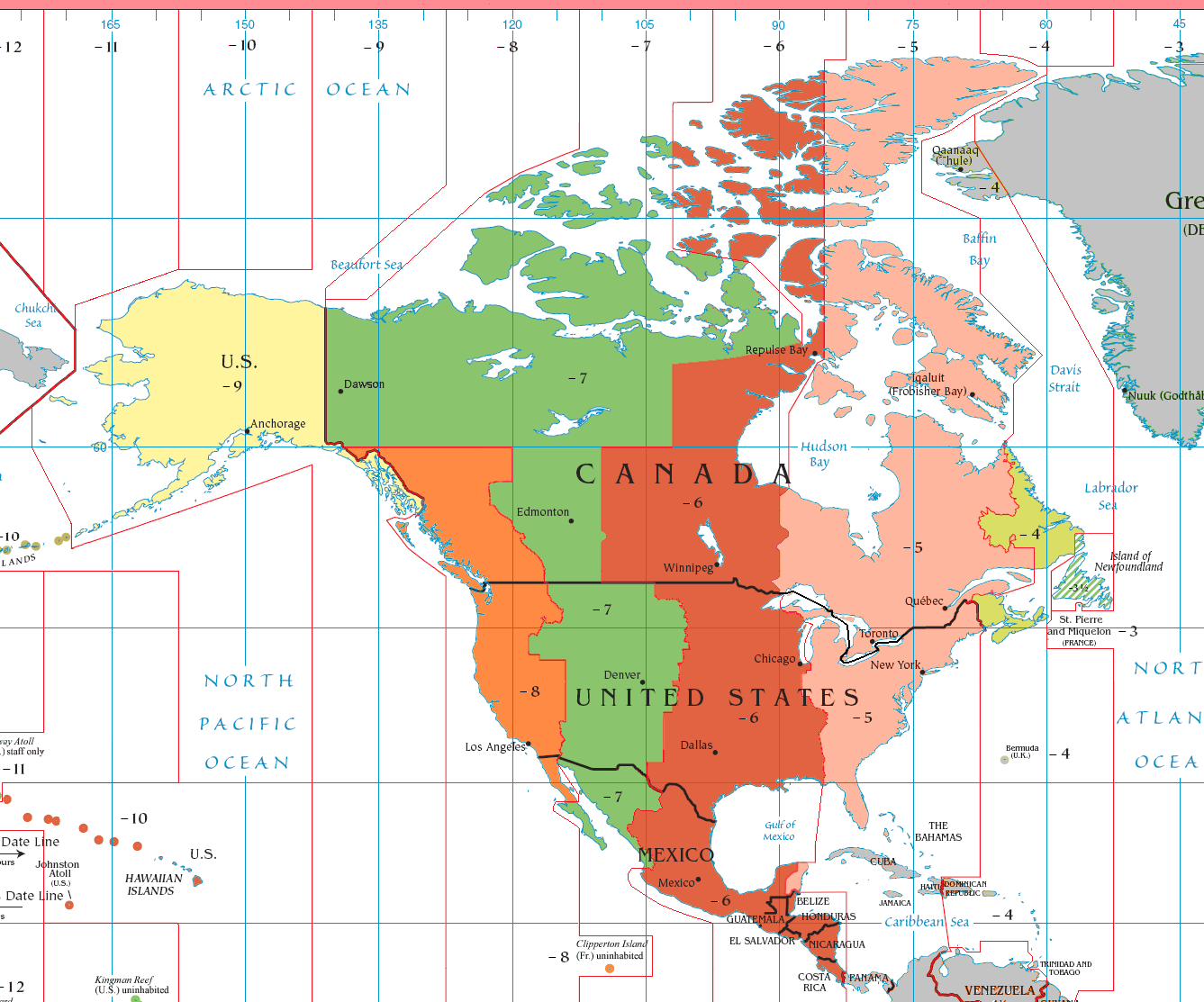
Zona de Tempo Oriental

A Zona de Tempo Oriental (em inglês:  Eastern Time Zone - ETZ) é um fuso horário que abrange 17 estados americanos da área ocidental do Estados Unidos na sua totalidade, parte de outros cinco estados americanos (Florida, Indiana, Kentucky, Michigan e Tennessee), parte da área ocidental do Canadá (parte das províncias de Ontário, do Quebeque e Nunavut), o estado de Quintana Roo, no México, e o Panamá, na América Central.